# Třída Sangamon
Třída Sangamon byla třída eskortních letadlových lodí Námořnictva Spojených států amerických z období druhé světové války. Mezi jejich hlavní úkoly patřil doprovod konvojů a podpora výsadkových operací. Plavidla vznikla přestavbou rychlých tankerů třídy Cimarron. Postaveny byly celkem čtyři jednotky. Vyřazeny byly na počátku 60. let.

## Pozadí vzniku

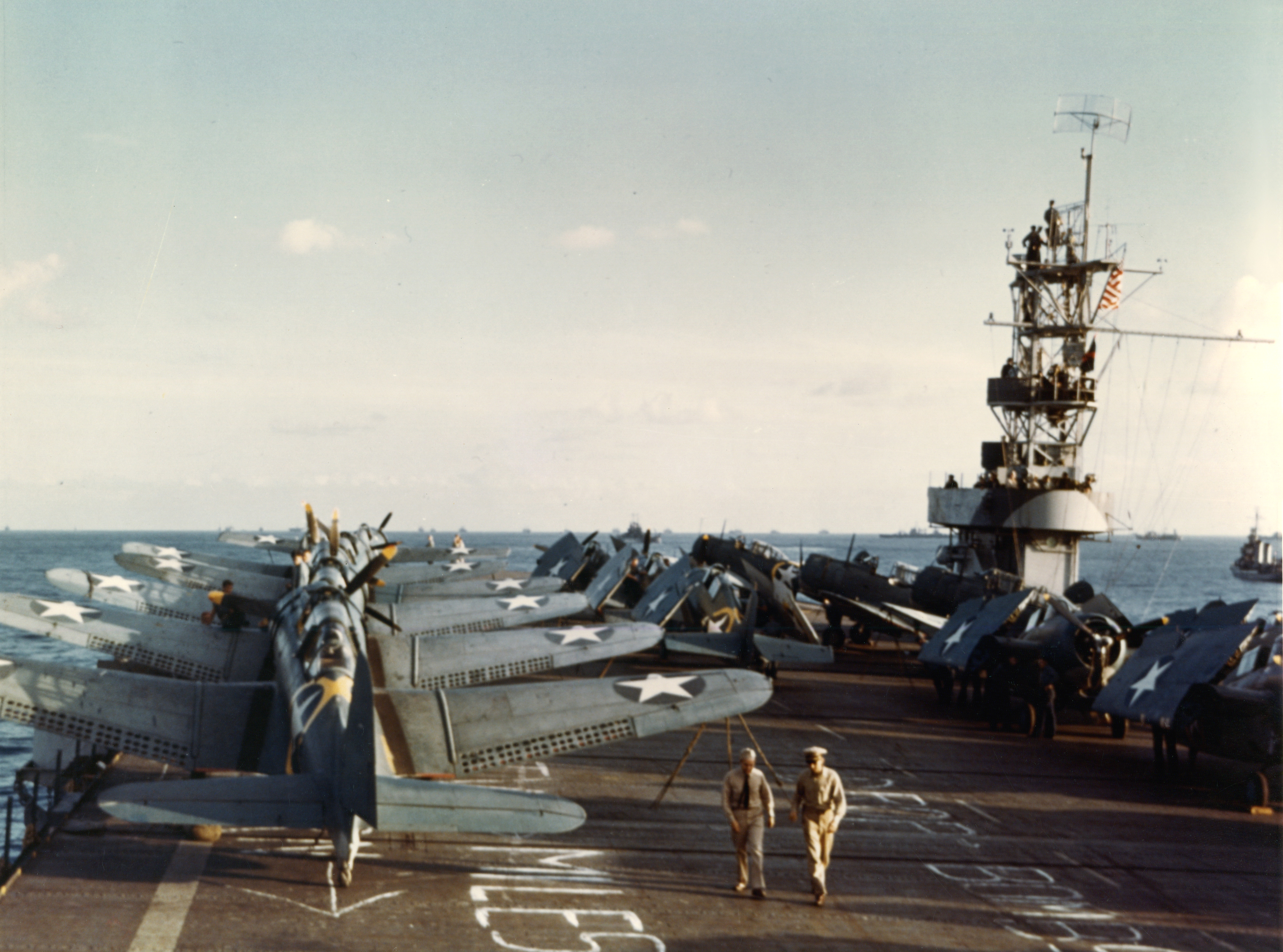
Paluba USS Sangamon

Americké námořnictvo za války provozovalo celkem čtyři jednotky této třídy, pojmenované USS Sangamon, USS Suwannee, USS Chenango a USS Santee. Postaveny byly v letech 1938–1941.

## Konstrukce
Jedna loď mohla nést až 31 letadel. Obrannou výzbroj tvořily dva 127mm kanóny, osm 40mm protiletadlových kanónů a dvanáct 20mm kanónů. Pohonný systém tvořily dvě parní turbíny a čtyři kotle. Nejvyšší rychlost dosahovala 18 uzlů.

## Operační služba

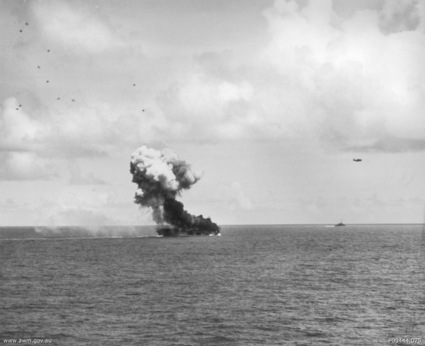
USS Suwannee po zásahu kamikaze

Všechny čtyři jednotky bojovaly v druhé světové válce. Žádná nebyla ztracena.